# Burmannia cryptopetala
Burmannia cryptopetala ist eine blattgrünlose Pflanzenart aus der Familie der Burmanniaceae. Sie ist in China und Teilen Japans beheimatet.

## Beschreibung
Burmannia cryptopetala ist eine ausdauernde, blattgrünlose, durchgehend weißliche, unverzweigt bis selten verzweigt wachsende krautige Pflanze, die eine Wuchshöhe von 5 bis 9 Zentimetern erreicht. Sie ist mykotroph. Der Stängel ist verdickt fadenförmig und sukkulent, das kriechende Rhizom ist zylinderförmig oder fehlt, die wenigen Wurzeln sind verdickt und kurz. Die Blätter sind 3,0 bis 3,5 Millimeter lang. Sie fehlen am Ansatz, stehen dicht im unteren Teil und werden nach oben hin immer weniger, sie sind eiförmig-lanzettlich, spitz zulaufend, eng anliegend und gekielt. Die Tragblätter sind eiförmig-lanzettlich, spitz zulaufend und rund 3 Millimeter lang.
Der endständige Blütenstand besteht aus meist ein bis drei Blüten. Die kurz gestielten Blüten sind 10,0 bis 11,5 Millimeter lang und kleistogam. Die Blütenröhre ist zylindrisch-dreiwinklig und 3 bis 4 Millimeter lang und 2 Millimeter breit, die 0,5 bis 2,3 Millimeter breiten Flügel sind halbiert keilförmig und verlaufen vom unteren Ansatz der äußeren Blütenlappen bis zur Mitte des Fruchtknotens. Die äußeren Blütenlappen sind dreieckig, mit einem zugespitzten äußeren Ende, fleischig und am Rand verdickt und 1,6 bis 2,0 Millimeter lang, die inneren Blütenlappen fehlen. Die Staubfäden sind ungestielt und setzen im Blütenhüllschlund an. Das Konnektiv ist „T“-förmig und weist zwei kurze, seitliche Arme auf, die die Thecae tragen sowie am Ansatz einen kurzen, stumpf zulaufenden, nach unten weisenden Sporn. Der Griffel ist so lang wie die Blütenröhre und verdickt fadenförmig, an seinem Ende stehen die drei annähernd ungestielten Narben.
Die Fruchtknoten sind annähernd kugelförmig und 3,6 bis 5,0 Millimeter lang. Die annähernd kugelförmige, 4,0 bis 5,5 Millimeter lange Kapsel öffnet sich entlang von Querschlitzen. Die Samen sind zahlreich, gelb und elliptisch.

## Verbreitung
Burmannia cryptopetala ist beheimatet in China, in Taiwan, auf Jeju-do und auf den japanischen Ryūkyū-Inseln in Höhenlagen zwischen 200 und 800 Metern. Sie findet sich in dichten Wäldern auf feuchtem Boden.

## Systematik
Die Art wurde 1913 von Tomitaro Makino erstbeschrieben.